# Lilla Värtan
Lilla Värtan är en fjärd av Östersjön i Stockholms inre skärgård i Stockholms län, södra Uppland. 

## Läge
Lilla Värtan begränsas i nordväst av Stocksund och Djursholm, i söder av Norra Djurgården med Värtahamnen, Hundudden, Södra Djurgården och Nacka, samt i norr av Lidingö. 
I norr ansluter fjärden även till Stora Värtan, i nordväst till Edsviken genom Stocksundet, och i väst till Saltsjön genom Halvkakssundet. Innerst i Isbladsviken mynnar Djurgårdsbrunnskanalen i Lilla Värtan.

## Namnet
Tidigare namn för denna fjärd var Långfjärden eller Långsundet. Senare fick den nuvarande namn till motsats mot Stora Värtan, som är fjärdens fortsättning norr om Lidingö.

## Verksamheter och byggnader
Mot Stockholmssidan domineras Lilla Värtan av Louddens oljedepå, Stockholms frihamn, Värtahamnen och Ropstens trafikplats där de båda Lidingöbroarna har sina brofästen i Stockholm. År 1921–1952 fanns Lindarängens flyghamn i en numera igenfylld vik vid Lilla Värtans södra strand.

## Historik
På 1600-talet hade Lilla Värtan en lång, förgrenad vik in i Norra Djurgården. Den började med Husarviken och fortsatte in i Laduviken, Lillsjön och Uggleviken. På grund av landhöjningen finns idag bara direktkontakt med Husarviken.

## Bilder

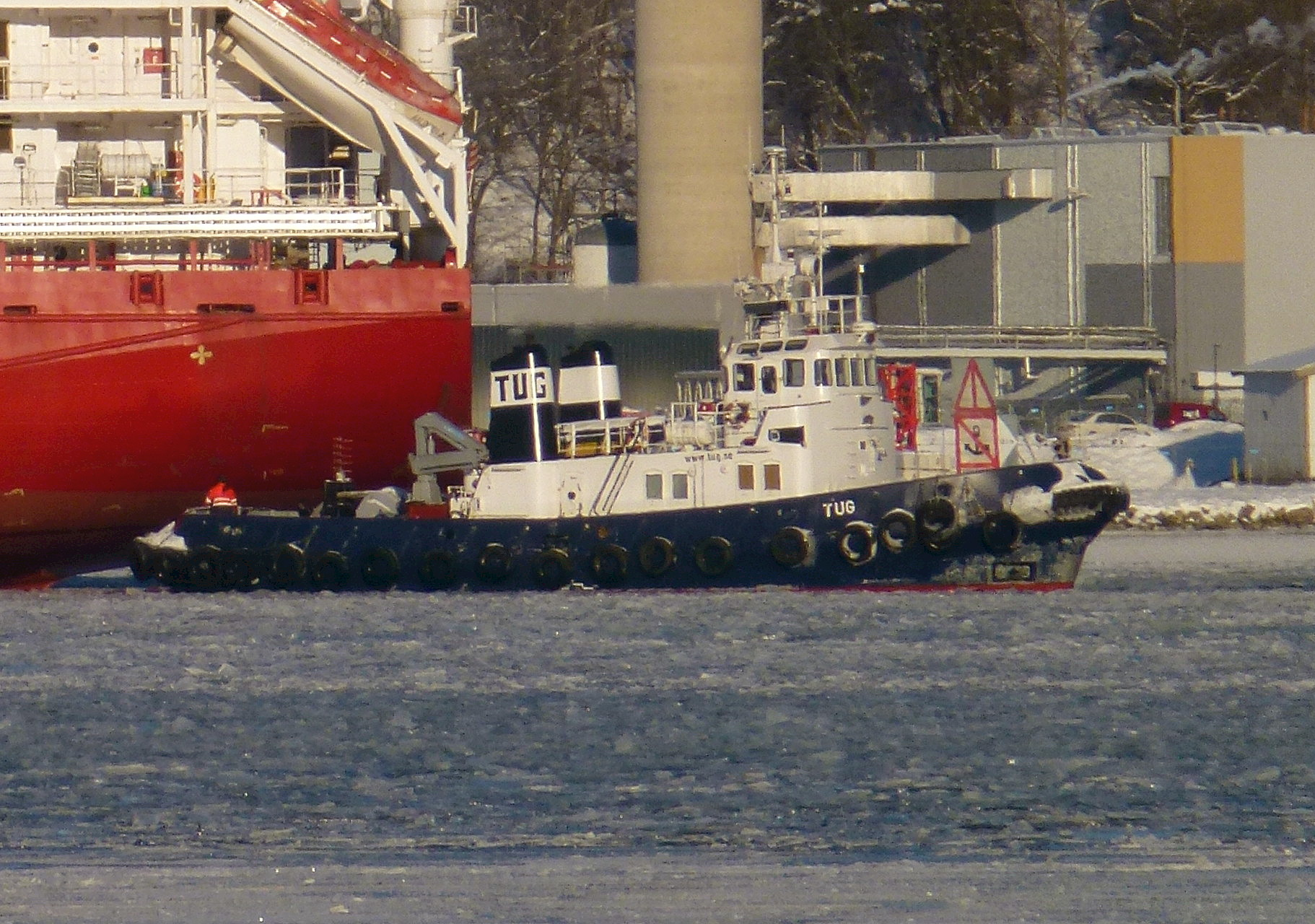
Lilla Värtan och bogserbåten Tug
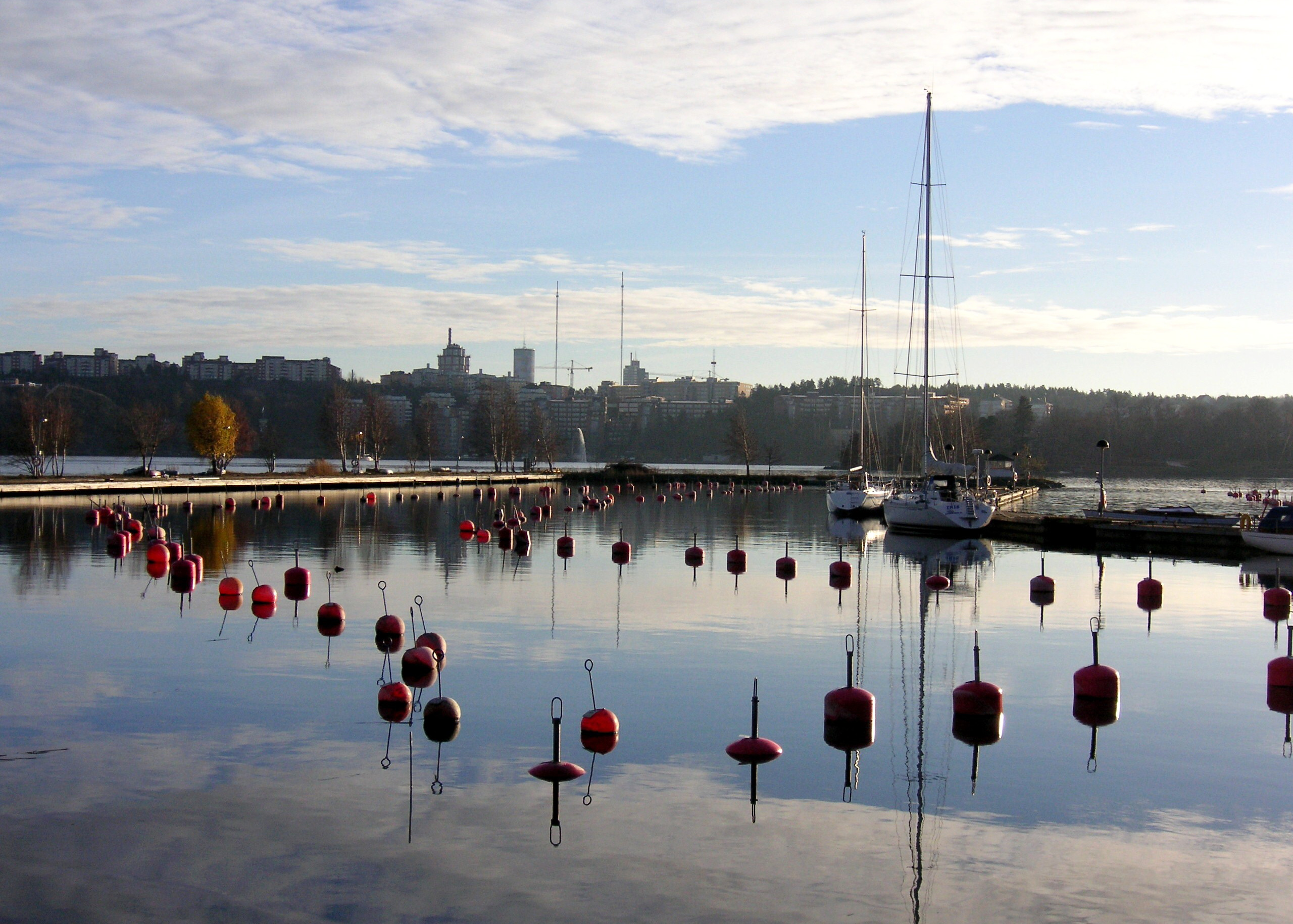
Lilla Värtan vid Hundudden
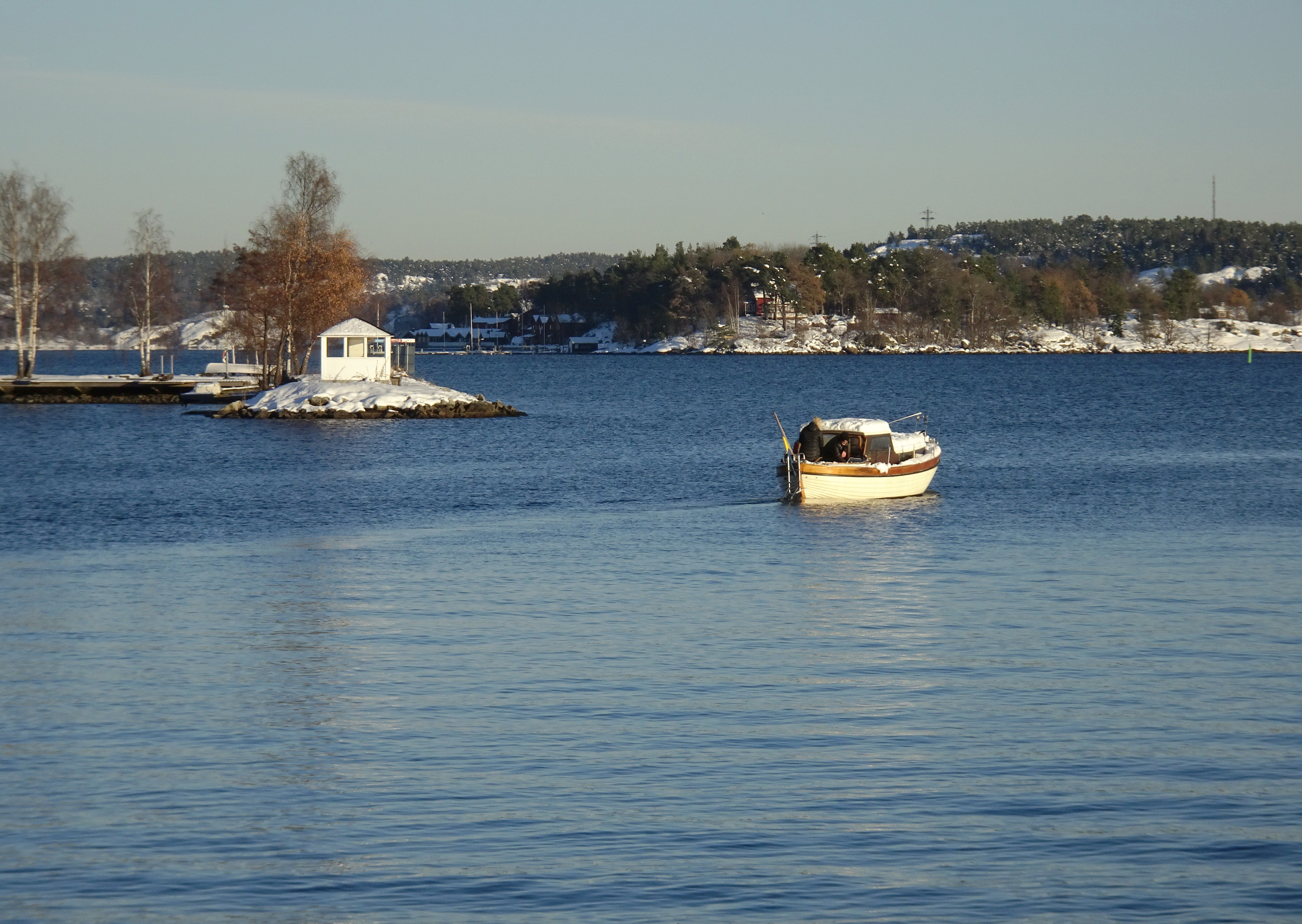
Lilla Värtan vid Parkudden
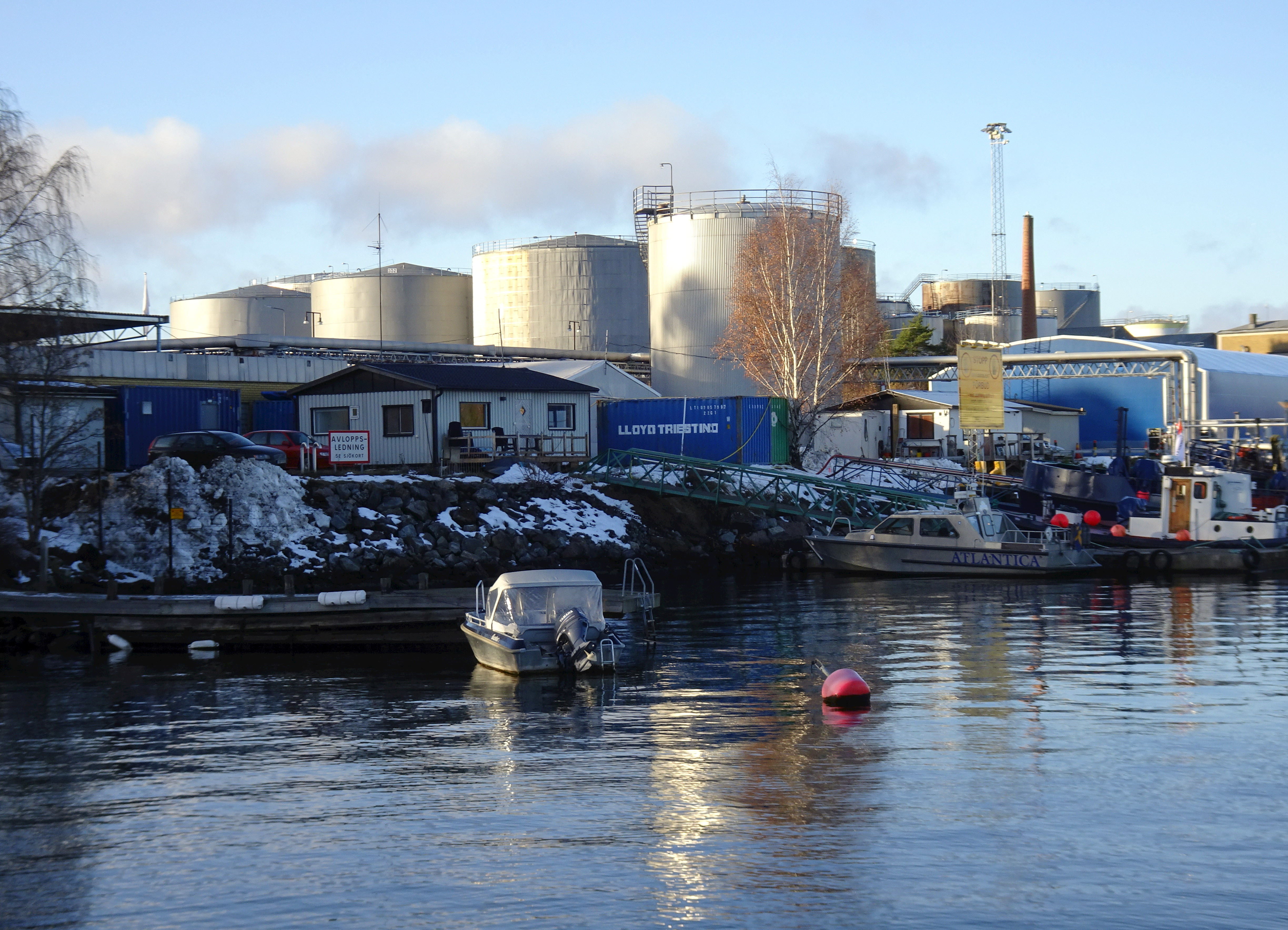
Lilla Värtan vid Loudden
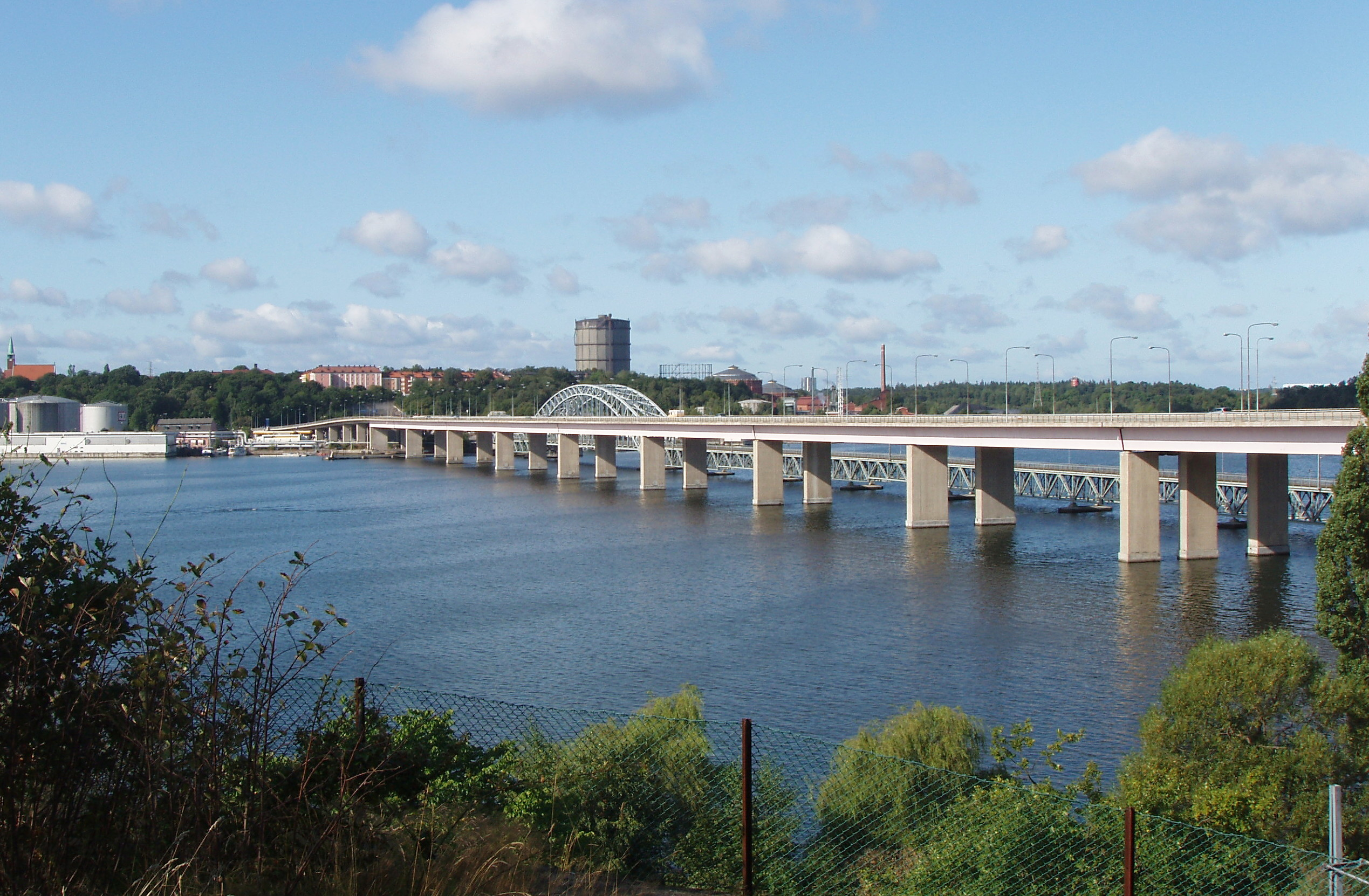
Lilla Värtan och Lidingöbroarna